# Hotel Miramar (Málaga)
El hotel Miramar o palacio de Miramar es un edificio de la ciudad española de Málaga, ubicado en el número 22 del Paseo de Reding en el barrio de La Caleta. Se trata de un edificio de estilo modernista, con la fachada principal orientada hacia la bahía de Málaga y el mar Mediterráneo. El inmueble, obra del arquitecto Fernando Guerrero Strachan y cuya construcción data de 1926, fue proyectado en origen como un hotel, aunque también ha servido como sede de la Audiencia Provincial de Málaga (1987-2007). En la actualidad, está ocupado por el Gran Hotel Miramar, un hotel de cinco estrellas gran lujo que abrió sus puertas el 1 de enero de 2017, aunque la inauguración oficial se produjo el 1 de noviembre de ese año.

## Historia
Considerada la obra cumbre del arquitecto Fernando Guerrero Strachan, tras cinco años en construcción fue inaugurado el 10 de febrero de 1926 por el rey Alfonso XIII con el nombre «Hotel Príncipe de Asturias», aunque tras la proclamación de la Segunda República se le cambió el nombre por el de «Hotel Miramar». En el verano de 1936, y hasta la evacuación de la población por la entrada de las tropas franquistas en la ciudad el 7 de febrero de 1937, estuvo instalado en el edificio el hospital de sangre de la ciudad. Tras la conclusión de la Guerra Civil en 1939 recuperó su función original como hotel acogiendo ilustres huéspedes de la realeza europea, del mundo de la cultura internacional y de la burguesía industrial malagueña. El Hotel Miramar estuvo operativo hasta el año 1967 cuando se produjo el cierre de sus instalaciones.

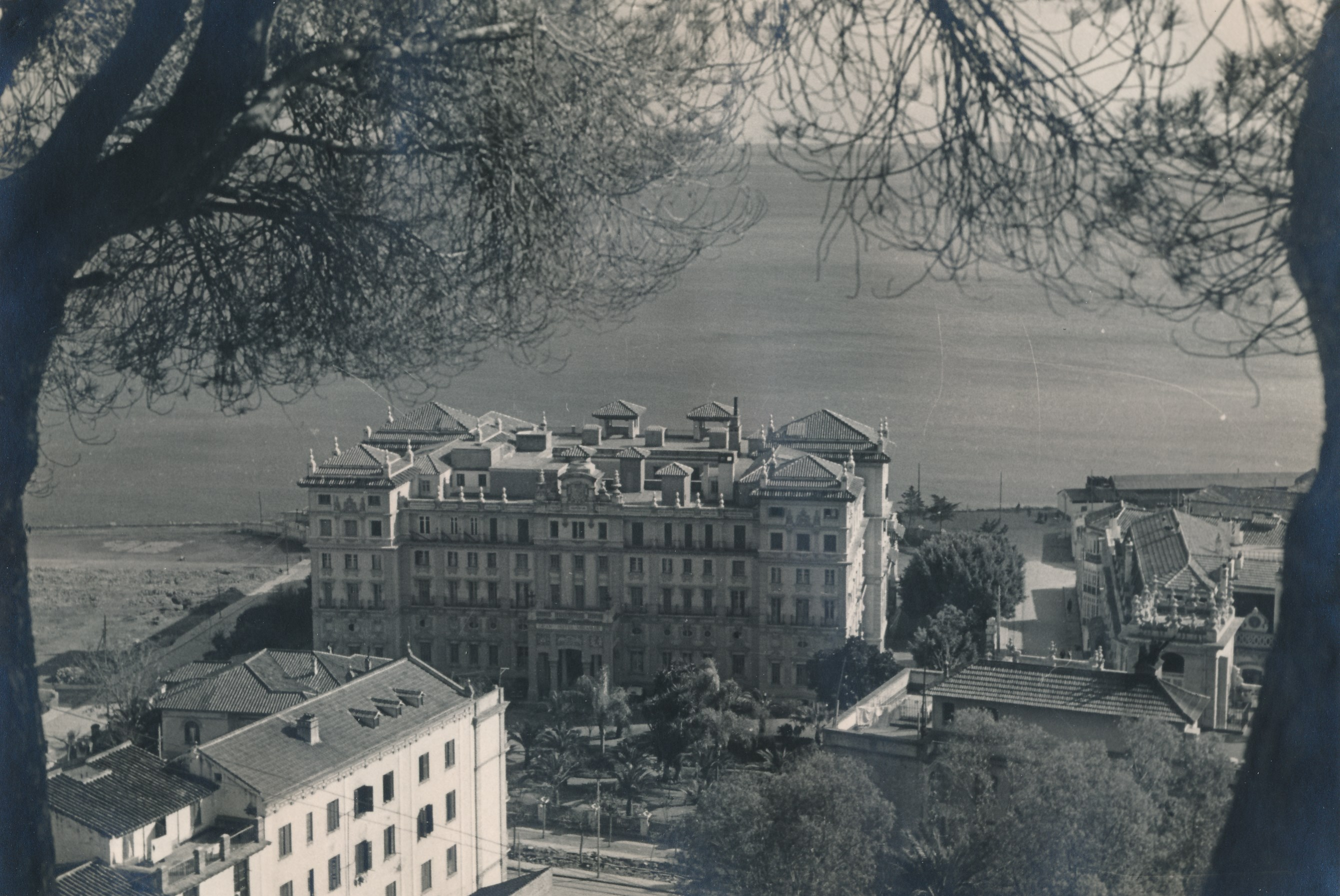
El Hotel Miramar en la década de 1960.

En 1987, el palacio fue reorganizado para dar cabida a la Audiencia Provincial de Málaga, que en 2007 se trasladaría a la Ciudad de la Justicia de Málaga, quedando el edificio en estado de abandono mientras se iniciaban los trámites para que retornara a su función primigenia como hotel de lujo.
En el año 2012, el hotel Miramar fue la recreación elegida para ocupar la portada de la Feria de Málaga sustituyendo a la anterior portada de la Tabacalera.
En el año 2014, comenzó el proyecto para su rehabilitación después de varios años paralizado por la crisis económica de España. Su rehabilitación siguió el modelo para recuperar los elementos originales, la estructura y el esplendor del hotel primigenio perdidos por el estado de abandono y la agresiva reconversión para ocupar la sede judicial, aunque tuvo que superar ciertos escollos administrativos por la reconstrucción de las icónicas escaleras que se encontraban en ruina y la conservación de especies arbóreas en sus jardines. El proyecto hotelero llevado a cabo por el estudio del arquitecto José Seguí se orienta al turismo de lujo, para completar una oferta turística de la que adolecía la capital de la Costa del Sol, lo cual provocaba una fuga de visitantes a la cercana Marbella. El Ayuntamiento de Málaga ha destinado fondos para reurbanizar una de las calles aledañas hotel para reforzar su carácter peatonal y establecer un eje de conexión entre el Paseo de Reding y el paseo marítimo Pablo Ruíz Picasso. El nuevo hotel pertenece a la cadena hotelera Santos y forma parte del consorcio The Leading Hotels of the World. Aunque las primeras reservas comenzaron el 1 de enero de 2017, el hotel fue inaugurado oficialmente el 1 de noviembre de ese año.
El 6 de marzo de 2021, se convirtió en la alfombra roja de la XXXV edición de los Premios Goya, celebrada en el Teatro del Soho y presentada por Antonio Banderas.

## Arquitectura
El hotel de estilo decimonónico con aires historicistas, aunque con matices andaluces, fue construido siguiendo el modelo del Hotel Ritz de Madrid y del hoy abandonado 'Hotel Riviera Palace' de Montecarlo.
Hasta su restauración hotelera, presentaba en su exterior amplios jardines, coloridos aleros y tejados a distinto nivel y una fachada con una vistosa policromía de cerámicas, forja y madera. En su interior hay un patio cuadrado donde conviven motivos árabes y de otros estilos como el plateresco salmantino o el isabelino francés. Destacaba su fachada polícroma combinando el color ocre con el beige de las pilastras almohadilladas, así como el colorismo de los tejados, aleros y decoración cerámica.

### Fachada principal

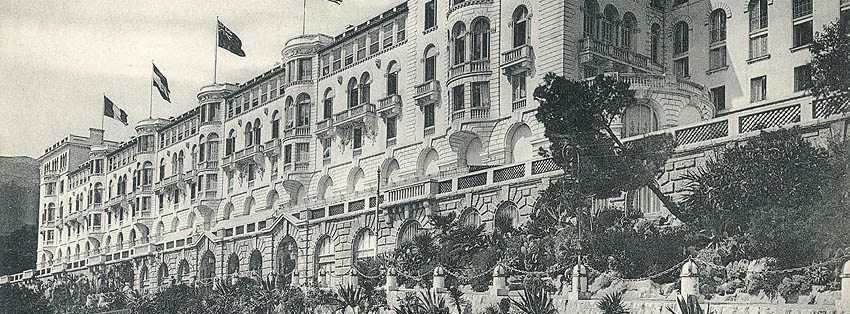
Fernando Guerrero Strachan se inspiró en el Riviera Palace (Beausoleil) de Montecarlo.

La fachada principal se compone de un pabellón saliente que forma el eje central y dos cuerpos laterales que prolongan en vertical un piso más de altura, formando dos torretas cuadradas. El pabellón tiene en su frente tres arcos adintelados sobre pilares con pedestal de ladrillo, en tanto que los arcos posteriores situados sobre la escalinata de acceso al vestíbulo son de medio punto. En el alfiz que enmarca los arcos existe decoración pintada polícroma y sobre ella el nombre de su destino. Se remata el pabellón con una cornisa que sustenta el pretil de piedra de la terraza y con pequeños pilares en los que descansan airosas lámparas de hierro. Las ventanas del bajo están protegidas por una especie de guardapolvos de obra, común en algunos casos para tres de ellas. En el entresuelo hay óculos enmarcados. Los balcones del primer piso, volados sobre cúbicas ménsulas, se cubren por cornisas sobre alargadas ménsulas. La cornisa amensulada, que remata el segundo piso, sirve de base a una terraza cubierta con columnas corintias que unen el barandal de hierro. Sobre esta terraza se alza otra descubierta con barandal corrido de cerámica decorada con motivos vegetales y frutos y, en los puntos de mayor fuerza, bellos jarrones de cerámica vidriada verde y blanca. En el frente del ático que remata el eje central se labró un escudo entre pedestales coronados por bolas, en los extremos de la terraza hay dos figuras sedentes que no se observan desde la base del edificio. En el tercer piso de los cuerpos laterales, la ventana central se halla encuadrada por pilastras cajeadas de orden corintio que marcan la directriz de los chapiteles los cuales flanquean en el piso superior un barroco frontón. Se rematan las torres por alero volado sobre canes de madera.

### Fachadas laterales

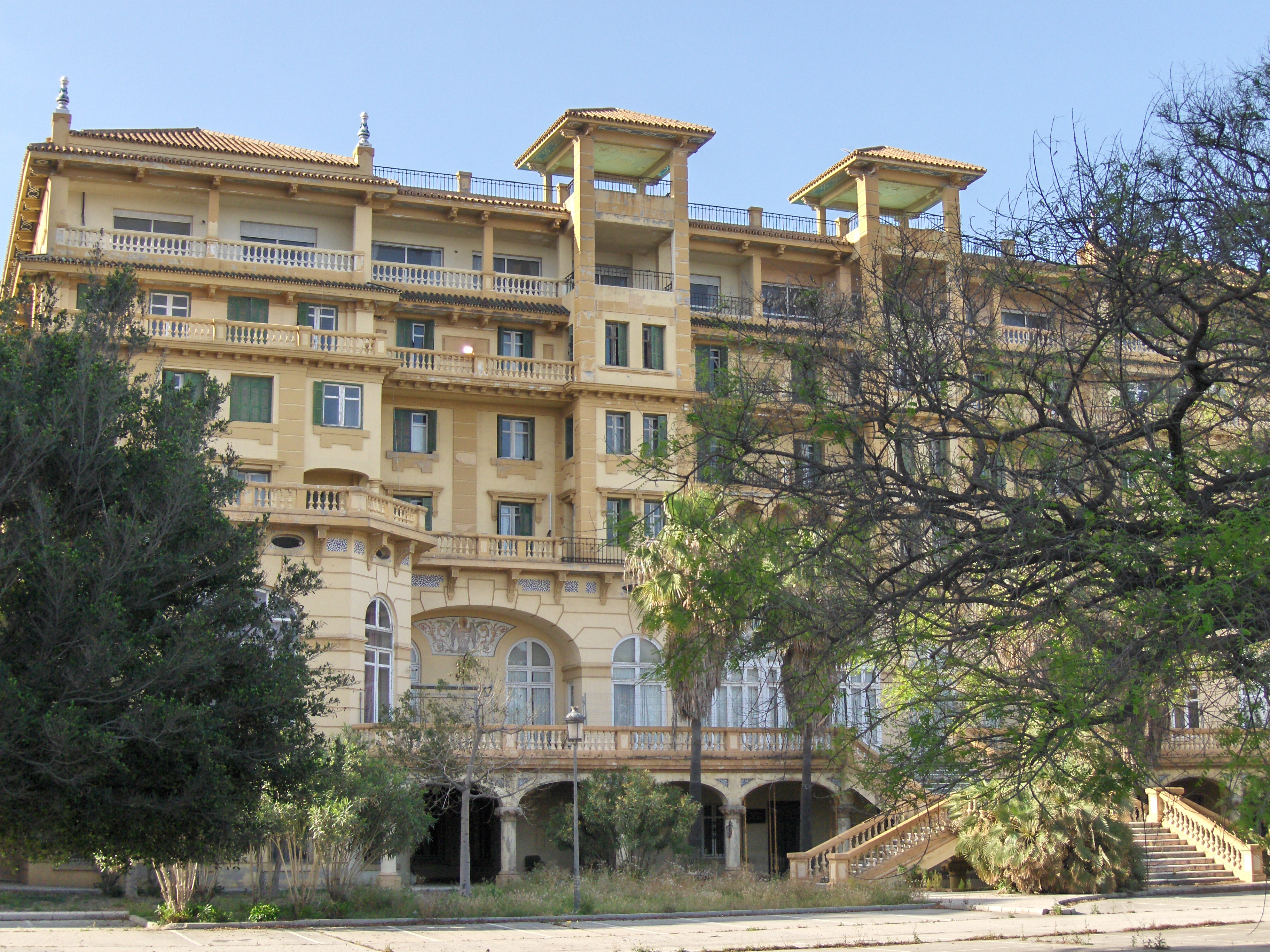
Aspecto exterior del edificio durante su periodo como sede de la Audiencia Provincial de Málaga.

Las fachadas laterales se componen por un cuerpo central resaltado y otros de menor altura a los lados. En la fachada de cara al mar el eje central queda encuadrado entre dos torrecillas de proporciones cuadradas y ante ella se extiende un hermoso jardín hoy arruinado. El pabellón delantero es sustituido aquí por una señorial escalera de tres tramos y en el primer piso hay una preciosa terraza con arquería de medio punto. El barandal corrido en toda la longitud de la tercera y cuarta planta le da una característica particular a la fisonomía de esta fachada. Un factor que juega un importante papel en la belleza del edificio es la policromía. En los paramentos delanteros se combinan perfectamente el color ocre con el beige de las pilastras almohadilladas y el refuerzo de los ángulos del edificio. Las notas de color vienen dadas también por la pintura del pabellón así como por la cerámica del barandal de la terraza y los jarrones.
Destacan el uso de diversos elementos de tradición clásica como los órdenes arquitectónicos y las galerías de arcos que, junto a otros elementos de la tradición local como el uso de la cerámica, hacen de este inmueble un claro ejemplo del estilo historicista. Además, en este inmueble, al igual que en otras obras de este arquitecto, como el palacio de Tomás Bolín, las casas de Félix Sáenz, o el antiguo 18 de julio, la individualización de tejados a distintos niveles resulta una peculiaridad destacada.